# 奥尻町立宮津小学校
奥尻町立宮津小学校（おくしりちょうりつ みやつしょうがっこう）は、北海道奥尻郡奥尻町字宮津にあった公立小学校。2014年度をもって閉校し、奥尻町立奥尻小学校へ統合。

## 沿革
- 1890年 - 開校
- 1942年（昭和17年）1月1日 - 茶津国民学校を宮津国民学校と改称[1]
- 1953年（昭和28年）1月 - 校舎が新築落成[1]
- 1996年（平成8年）9月23日 - 新校舎が落成[2]
- 2003年（平成15年）4月 - 稲穂小学校を統合[2]
- 2014年（平成26年）3月 - 閉校奥尻町立奥尻小学校へ統合[3]。